# Юст, Густав
Густав Юст (нем. Gustav Just; 16 июня 1921, Рейновиц, Чехословакия — 23 февраля 2011, Вандлиц) — немецкий журналист и политик-оппозиционер в ГДР.

## Биография
Густав Юст родился в семье слесаря, вступил в гитлерюгенд в 1938 году. Получив аттестат зрелости в 1940 году, записался добровольцем на фронт и воевал на восточном фронте, был дважды тяжело ранен и получил звание лейтенанта. Женился в 1944 году.
По окончании Второй мировой войны окончил курсы «новых учителей» и до 1948 года преподавал в школе. В 1946—1957 годах состоял в СЕПГ, занимал различные должности в партии. До 1956 года являлся заместителем главного редактора еженедельной газеты Sonntag. Состоял в Союзе писателей, в 1954—1955 года избирался его генеральным секретарём. 26 июля 1957 года как член группы Хариха вместе с Вальтером Янкой, Хайнцем Цёгером и Рихардом Вольфом был приговорён к четырём годам тюремного заключения по обвинению в создании тайной антиправительственной организации. В том же году был исключён из партии. До решения суда провёл полгода в следственном изоляторе. Отбывал наказание в течение 45 месяцев в Баутценской тюрьме, из них 24 месяца провёл в одиночной камере. После освобождения из заключения занимался писательской и переводческой деятельностью, в частности переводил с чешского и словацкого языка на немецкий произведения Ф. Бегоунека, К. Чапека, Я. Дрды, Л. Фукса, Я. Гашека Я. Гавличека, М. Голуба, А. Гикиша, М. Иванова, Я. Есенского, И. Марека, И. Мухи, В. Неффа, Я. Отченашека, Э. Петишки, З. Плугаржа, Б. Ржихи, М. Стингла, Р. Тесноглидека, Й. Томана, Й. К. Тыла, В. Ванчуры, И. Вейля. Его заслуги как переводчика были оценены в 1998 году премией имени Генриха Фосса. В 1986 году Юст вышел на пенсию, но продолжал литературную деятельность.
В декабре 1989 года Густав Юст основал в Прендене местное отделение СДПГ, с 1990 года возглавлял районное отделение партии в Бернау и входил в местный законодательный орган. 5 января 1990 года Юста реабилитировали по приговору 1957 года. В 1990 году Густав Юст был избран депутатом ландтага Бранденбурга от СДПГ, став в нём старейшим депутатом. Возглавлял в ландтаге конституционную комиссию. В 1992 году появилась информация о том, что во время Второй мировой войны Густав Юст принимал участие в расстрелах населения на Украине, в связи с чем он был вынужден сдать мандат депутата ландтага.

## Сочинения
- Karl Marx zu Fragen der Kunst und Literatur. Aufbau-Verlag, Berlin 1953.
- Marx, Engels, Lenin und Stalin über Kunst und Literatur. Dietz, Berlin 1953.
- Das schwedische Zündholz. Kriminalkomödie in 9 Bildern nach der Erzählung von Anton Tschechow. Henschelverlag, Berlin 1962.
- Zeuge in eigener Sache. Die fünfziger Jahre. Mit einem Geleitwort von Christoph Hein. Buchverlag Der Morgen, Berlin 1990, ISBN 3-371-00301-9; Luchterhand-Literaturverlag, Frankfurt am Main 1990, ISBN 3-630-86736-7.
- Deutsch, Jahrgang 1921. Ein Lebensbericht. Verlag für Berlin-Brandenburg, Potsdam 2001, ISBN 3-935035-23-3; Vorwärts-Buch, Berlin 2007, ISBN 978-3-86602-399-4.